# Otto Hardwick
Otto James « Toby » Hardwick, son patronyme étant parfois orthographié Hardwicke (31 mai 1904 – 5 août 1970), est un saxophoniste alto dont la plus grande partie de la carrière est associée à l’orchestre de Duke Ellington.

## Biographie
Hardwick a commencé par apprendre la contrebasse à l'âge de 14 ans (il fait ses débuts jazzistiques sur cet instrument avec le Carrol's Columbia Orchestra en 1918) avant d’opter finalement pour le saxophone alto. Ami d'enfance de Duke Ellington – même s’il est de cinq années plus jeune –, Hardwick rejoint The Duke’s Serenaders, le premier groupe de ce musicien, à Washington DC en 1919. À ce moment-là, il joue également avec le banjoïste Elmer Snowden au Murray Palace’s Casino de la ville .
En juin 1923, Ellington, Hardwick, Snowden, le trompettiste Arthur Whetsol et le batteur Sonny Greer sont à nouveau à New York et trouvent du travail sous la direction de Snowden. Ils vont se produire à l’Exclusive Club de Barron Wilkins, puis, sous le nom de Washingtonians, à Times Square, à l’Hollywood Club (qui devient le Kentucky Club en 1925) . Le contrat dans ce dernier club durera trois ans ; c’est là qu’ils font la rencontre d’Irving Mills, qui produira et publiera dorénavant la musique d'Ellington. C’est aussi la période où Sidney Bechet fera un court séjour dans l’orchestre. Après un désaccord sur une question d’argent, Snowden quitte le groupe et Duke en devient le nouveau leader.
Durant les années 1920, Otto Hardwick intervient parfois au violon et à la contrebasse, mais il est avant tout un saxophoniste alto. Il joue de la clarinette et de trois autres saxophones de cette famille instrumentale : soprano, baryton et basse. Son solo le plus célèbre date de cette période : c'est celui qui développe le deuxième thème de la Black and Tan Fantasy. Puis il quitte Duke Ellington en 1928 pour se rendre en Europe, où il se produit avec Noble Sissle, Sidney Bechet et l’orchestre de Nekka Shaw ; il y conduit aussi son propre orchestre, avant de revenir à New York en 1929.
Il est brièvement engagé par l’orchestre de Chick Webb (1929), puis dirige son propre groupe au Hot Feet Club, avec le pianiste Fats Waller comme leader de la section rythmique (1930). Après un court séjour chez Elmer Snowden, il revient dans le big band de Duke Ellington au printemps 1932. 
Il joue du saxophone alto sur la plupart des enregistrements de la « formation ducale » entre 1932 et 1946, mais n’intervient que rarement en tant que soliste. En effet, les solos sur cet instrument sont principalement exécutés par Johnny Hodges, l'une des vedettes de l’orchestre. Parmi les exceptions notables : Sophisticated Lady (1933) et In a Sentimental Mood (1935). 
Hardwick, dont le son est doux, délicat, parfois à la limite de la mignardise, est presque toujours l’alto de tête dans la section des anches de l'orchestre d’Ellington, sauf dans certains cas où une composition requiert, dans la conduite des ensembles, le son plus vigoureux de Johnny Hodges. Après le départ d’Otto Hardwick (et son remplacement par Russell Procope), Johnny Hodges prend la plupart du temps la direction des ensembles de saxophones, et conserve la part du lion pour ce qui est des solos à l'alto.
Hardwick reste chez Ellington jusqu'en mai 1946 ; il serait parti en raison d’une grave dispute avec Duke. Durant l'année suivante, le saxophoniste poursuit brièvement une carrière en indépendant puis prend sa retraite musicale.
Dans sa biographie de Duke Ellington, James Lincoln Collier affirme que trois des thèmes ellingtoniens parmi les plus fameux, Sophisticated Lady, In a Sentimental Mood et Prelude to a Kiss (1938), sont des adaptations de mélodies créées par Otto Hardwick .